# Tippu Tip
Tippu Tip, vero nome Hamed bin Mohammed bin Juma bin Rajab bin Mohammed bin Said el Murgebi (Zanzibar, 1837 – 14 giugno 1905), mercante swahili di Zanzibar noto per le sue attività di razziatore e mercante di schiavi. Era anche il proprietario di alcune tra le più grandi piantagioni di chiodi di garofano e altre spezie a Zanzibar. Durante i suoi viaggi all'interno dell'Africa, Tippu Tip stabilì il controllo militare su vaste aree sia nei territori di Malawi-Zambia, che in quelli del Congo-Uganda di oggi.

## Biografia
Tippu Tip era figlio di uno swahili della costa del Tanganica, come lo era il nonno paterno. Il bisnonno paterno, Rajab bin Mohammed bin Said el Murgebi, aveva sposato una delle figlie di Juma bin Mohammed el Nebhani, un commerciante della famiglia el Nebhani dell'Oman. La madre era Bint Habib bin Bushir, della famiglia del sultano omanita. Il padre era un commerciante che aveva spesso partecipato in spedizioni all'interno dell'Africa alla ricerca di schiavi e avorio.
Nacque all'epoca della dominazione del Sultanato di Mascate e Oman nei territori dell'Africa orientale poi divenuti Sultanato di Zanzibar nel 1856.
Quando Tippu Tip iniziò la sua attività di mercante, non aveva grandi ricchezze. Al tempo, i mercanti organizzavano spedizioni all'interno del continente con l'appoggio di mercanti omaniti o persiani, che anticipavano le spese. Al ritorno, dovevano restituire il prestito e parte della merce. Tippu Tip fu capace di capitalizzare la sua conoscenza e la sua abilità nell'esigere un monopolio sulle merci provenienti dalle zone sotto il suo controllo. Con i guadagni, acquistò varie tenute a Zanzibar. Alla sua morte, egli aveva accumulato sette piantagioni e circa diecimila schiavi. Il suo harem era costituito da innumerevoli mogli.
Durante i suoi viaggi, Tippu Tip incontrò famosi esploratori, tra cui Henry Morton Stanley. Alcuni di loro furono da lui salvati da morte certa, visto che avevano smarrito la strada ed erano rimasti senza provviste. Tra il 1884 e il 1887, Tippu Tip prese possesso di tutto il Congo Orientale – un territorio che comprendeva anche parte dell'odierna Uganda– anche a nome del sultano di Zanzibar Barghash bin Sa'id. Dal 1887 al 1891, Tippu Tip fu governatore del distretto delle Cascate di Stanley, nello Stato Libero del Congo.
Tornato a Zanzibar nel 1891 per ritirarsi dal commercio, fu spinto da vari europei a scrivere la sua autobiografia, primo libro del genere ad essere pubblicato in swahili. Heinrich Brode, che lo aveva sostenuto nel progetto, tradusse il libro in tedesco. L'opera fu poi tradotta anche in inglese e pubblicata a Londra nel 1907.
Tippu Tip morì di malaria nella sua casa di Stone Town, il centro storico di Zanzibar.